# Sergio Caputo (EP)
Sergio Caputo è un EP del cantautore italiano omonimo, pubblicato nel 1981 dalla Dischi Ricordi.

## Descrizione
Si compone di quattro brani incisi su un solo lato. Sull'altra facciata, priva di solchi, compare la foto dell'artista (allora coi capelli lunghi) contornata a forma di quadrifoglio, come sull'intera serie di mini LP, allora creata dalla Dischi Ricordi per lanciare giovani artisti. Il disco fu messo in commercio a un prezzo ridotto e imposto (3.500 lire contro le 10-11.000 di un comune LP a 33 giri). L'originale disposizione dei brani su una sola facciata distingue il prodotto dai Q Disc della RCA Italiana, che invece contenevano due tracce per lato.
Le canzoni sono: Ehi ehi tu, brano dal sapore rock; Meglio così, brano swing; Il professore - che si apre con una strofa dai classico piglio cantautorale per lanciarsi poi in pennellate di jazz che lasciano presagire le ambientazioni sonore predilette da Caputo per il resto del decennio - brano in cui compare il suo primo personaggio, che poi scomparirà dal suo universo musicale; Mentre il sole se ne andava via, che più delle altre (non solo per il titolo, ma anche per il ricorso a cori e registri sincopati) fa da anteprima alle atmosfere notturne che caratterizzeranno il suo primo corso artistico.

## Tracce
1. Ehi, ehi, tu
2. Meglio così
3. Il professore
4. Mentre il sole se ne andava via